# Joan Andreu Estrany
Joan Andreu Estrany (València, ? - València, 1530) va ser un sacerdot, teòleg i humanista valencià.
Va estudiar a Alcalà, on un dels seus mestres fou Antonio de Nebrija, i a París, des d'on va tornar a València essent ja un prestigiós mestre en arts. En la Universitat de València es va doctorar, hi va exercir successivament les càtedres de filosofia moral (1515 i 1517), filosofia natural (1516) i lògica (1517 i 1522), i en va ser nomenat rector el 1517. Alguns dels seus deixebles foren Miquel Jeroni Ledesma, Cosme Damià i Pere Joan Nunyes. Joan de Borja, tercer duc de Gandia, sol·licità ser instruït per ell i l'afavorí amb el seu mecenatge. Meresqué l'elogi del seu amic Lluís Vives: «Homo qui summae eruditioni summam quoque probitatem adjunxit», i d'altres personalitats eminents com ara Pere Antoni Beuter, Vicent Mariner i Gregori Maians.

## Obres
De les diverses obres seues de què tenim notícia per nombrosos testimoniatges dels seus contemporanis, no se n'ha conservat cap. Hi ha constància dels següents manuscrits perduts:
- Ioannis Andreae Stranei Valentini Hipodiaconi, in C. Plinii Secundi Naturalis Historiae Libros XXXVII Annotationes
- Annotationes appositae in Senecam
- Annotationes in libros IV Dialogorum B. Gregorii PP: Annotationes in Homiliam ejusdem super Ezechielem. In Lactantii Firmiani Libros VII Divinarum Institutionum. Annotationes. In Librum unum Lactantii, de Ira Dei. Et in librum unicum ejusdem de Opificio Dei
- Annotationes in Valerium Maximum
- Numismatum iconum, veterarumque plurirorum lipidum Hispaniae inscriptionum explanatio